# الحروف الساكنة
الحرف الساكن أو الحرف الجانبي هو الحرف الساكن حيث الهواء المار عبر الفراغات الجانبية للسان في حين أنه أيضا محجوب من اللسان حيث أنه يستطيع المرور عبر منتصف الفم، وكمثال على الحرف الساكن الجانبي، حرف ال «لام» في اللغة الإنجليزية كما في «لاري».

## الحروف الساكنة الأكثر شيوعا
أكثر الأحرف الجانبية الساكنة شيوعا، يرتبط طرف اللسان بالأسنان العلوية (عبر ملاحظة الأسنان الساكنة) أو اللثة العلوية (عبر ملاحظة اللسان وسقف الفم). ولكن هناك العديد من الأماكن المحتملة الأخرى التي قد يصدر منها الحرف الجانبي الساكن. وأكثر هذه الأحرف الجانبية شيوعا أصوات الزان التي تنطوي على المفصلية وتقترب من بعضها البعض ولكن ليس ضيقًا بما فيه الكفاية ولا مع دقة مفصلية كافية لإنشاء تدفق هواء مضطرب، وتنتمي لخانة السوائل، بالإضافة إلى الأحرف المهموسة والأحرف المهموسة المعقدة اللذان يعدان أيضا شائعان في بعض أجزاء العالم. بعض اللغات مثل إويجا وإلغار لغات أستراليا، تحتوي على لوحات جانبية، وأخرى مثل خوسا وزولو لغات أفريقيا، تحتوي على نقرات جانبية.
حينما ننطق الأحرف التي صوتها بلا صوت مثل ال “الفاء" و "الفي" في اللغة الإنجليزية، فالشفاه تحجب الهواء المار في مركز المسالك الصوتية، لذا وبالتالي الهواء يتدفق على الجانبين بدلاً من ذلك. ومع ذلك، فهما لا يعدان أحرف جانبية ساكنة لأن الهواء لا يعبر أبدا فوق اللسان. لا يوجد لغة معروفة حتى الآن تميز ما بين الأحرف الجانبية والغير جانبية. الوقفات الصوتية لا تعد من الأحرف الجانبية، ولكنها من الممكن أن تمتلك مخارج جانبية. الأحرف الأنفية أيضا ليست جانبية، ولكن بعض اللغات تحتوي على أحرف ذات نقرات جانبية وأنفية. للأحرف الساكنة المفصلية في الحلق (الحنجرة)، لا يقام التمييز الجانبي من قبل أي لغة، على الرغم من أنه من المحتمل أن يكون هناك خطوط بلعومية وزعصية ممكنة.

## الأمثلة
اللغة الإنجليزية تحتوي على صوت واحد جانبي: المقرب الجانبي /ل/, والذي في لهجات عديدة لديه صوتين مختلفين. واحد، وجد قبل حروف العلة مثلما في الكلمات الإنجليزية (ليدي) أو (فلاي)، تسمى ب (ل) الواضحة. موضحة كما في التقريبي السنخي الجانبي بموضع «محايد» للجزء اللسان. 
البديل الآخر، ما يسمى باللام الغامضة، وجدت قبل ساكن أو كلمه أخيرا بالإنجليزية، كما هو الحال في جريئه أو أقول، ما يقارب الحروب الجانبية المموهة [ɫ] مع اللسان علي افتراض شكل ملعقة مع الجزء الخلفي مرفوع، والذي يعطي الصوت [w]-أو [ʟ]- كصوت رنين. في بعض اللغات، مثل اللغة الالبانية، وهذه الأصوات مختلفة الصوتيات. كالاختلاف في اللغات السلافية الشرقية [ɫ] و [lj] ولكن ليس لديهم L.

## اللهجات الأخرى
في العديد من اللهجات البريطانية (مثل كوكني)، قد يتعرض [ɫ] الثقيل للغناء من خلال تقليل وفقد الاتصال بين طرف اللسان والحافة السنخية، ليصبح حرفًا مستديرًا أو انزلاقًا. تتحول هذه العملية إلى شيء مثل [tɛɰ] ، كما يجب أن يحدث مع الحديث [tɔːk] أو المشي [wɔːk] في مرحلة ما. حدثت عملية مماثلة أثناء تطوير العديد من اللغات الأخرى، بما في ذلك البرتغالية البرازيلية والفرنسية القديمة والبولندية، حيث أدت كل هذه اللغات الثلاثة إلى تقريب صوتي مخملي [ɰ] أو تقريب صوتي مخملي إلى [w] ، من حيث صلصة الفرنسية الحديثة مثل مقارنة مع السالسا الإسبانية، أو Wisła البولندية (بنطق [viswa]) بالمقارنة مع Vistula الإنجليزية.
في اللهجات المركزية والفينيسية لمدينة البندقية، تحولت /l /إلى [e] ، بحيث يتم نطق الكلمة المكتوبة bała [abae̯a ła] تستخدم التهجئة الحرف ł لتمثيل هذا الصوت (لا يمثل بالتحديد الصوت [e] ولكن الصوت الذي هو، في بعض اللهجات، [e] و، في حالات أخرى، L).
تحتوي العديد من اللغات الأسترالية الأصلية على سلسلة من ثلاثة أو أربعة مقاربات جانبية، وكذلك لهجات مختلفة من الأيرلندية. تتضمن الحروف الساكنة النادرة retroflex التي يمكن العثور عليها في العديد من لغات الهند وفي بعض اللهجات السويدية، والأصوات الجانبية السنخية الصوتية /ɬ / ، الموجودة في العديد من لغات أمريكا الشمالية الأصلية، الويلزية والزولو. في الأديغية وبعض اللغات الأثاباسكية مثل Hän ، تحدث تآثرات جانبية بلا صوت وصوت، ولكن لا يوجد تقريب. العديد من هذه اللغات لديها أيضا affricates تحتوي بعض اللغات على تماثيل أو خواص جانبية مقلدة أو حلقية، مثل Dahalo و Zulu ، لكن ليس له رموز IPA لمثل هذه الأصوات. ومع ذلك، من السهل صنع الرموز المناسبة عن طريق إضافة حزام جانبي مزخرف على رمز التقريب الجانبي المقابل. أيضا، يمكن إضافة diacritic devoicing إلى المقاربة.
تقريبًا جميع اللغات التي بها مثل هذه الأوهام الجانبية لها مقاربة أيضًا. ومع ذلك، هناك عدد من الاستثناءات، العديد منها يقع في منطقة المحيط الهادئ شمال غرب الولايات المتحدة. على سبيل المثال، يحتوي Tlingit على /tɬ, tɬʰ, tɬʼ, ɬ, ɬʼ/ ولكن لا /l/.ومن الأمثلة الأخرى من نفس المنطقة Nuu-chah-nulth و Kutenai ، وفي أماكن أخرى، Chukchi و Kabardian.

اللغة التبتية القياسية تحتوي على صوت قريب من المهموس الجانبي، في الغالب يكتب بالحروف اللاتينية كـ lh، مثل الأسم Lhasa «لهاسا». تم توثيق حدوث التقريب اللهوي الجانبي عند بعض المتحدثين باللغة الإنجليزية الأمريكية. 1
اللغة الأفغانية تحتوي على انقلاب ارتدادي جانبي. هناك عدد كبير من الثوابت الجانبية النقرية، 17 منها تستخدم في لغة تا "Taa" الإفريقية.
التردد الجانبي ممكن أيضًا، لكنه غير موجود في أي لغة معروفة. ربما يمكن نطقهم باستخدام البادئة [ɬ] أو [ɮ] مع تيار هوائي مخصوص ذو دفع قوي. ليس هناك رمز لهذه الثوابت في الـ IPA. يتم استخدامهم في بعض الأحيان كرمز لنداء الطيور، وهم جزء من حديث البطة دونالد.

## المركزية الغامضة
الـمركزبة الغامضة يتطلب من الأصوات أن تعرف حسب مركزيتها، مثلا كمركزي أو جانبي. مع ذلك، اللغات قد لا تكون واضحة بالنسبة لجانبية بعض الثوابت. من الأمثلة المعروفة هو الثابت السائل في اللغة اليابانية، ممثلا في غالبية أنظمة الترجمة بـ { r}، مما يمكن أن يعرف بنقر ما بعد اللثوي، الانقلاب الجانبي اللثوي، ما بعد التقريب الجانبي اللثوي، ما بعد التقريب اللثوي، وقفة جهرية ارتدادية، وعدد لا يحصى من النماذج أقل شيوعا.

## الحروف الساكنة الجانبية
الحرف الفوقي ⟨ˡ⟩ معرف كإفراج جانبي. الثوابت يمكن أيضا أن تنطق مع تدفق هواء جانبي ومركزي متزامن. هذا الأمر معروف من علم أمراض الكلام مع اللدغة الجانبية. مع ذلك، إنها تحدث أيضا في الخطاب الغير رسمي في بعض اللهجات العربية الجنوبية وربما بعض اللغات العربية الجنوبية الحديثة، التي لديها /ʪˤ/ و /ʫˤ/ بلعومي بدون صفير ([θ͜ɬˤ] و [ð͡ɮˤ] متزامنة) وربما /ʪ/ بصفير ([s͜ɬ] متزامن). الأمثلة هي /θˡˤaim/ «ألم» في لهجة الرباعة و /ðˡˤahr/ «خلف» و /ðˡˤabʕ/ «ضبع» في لهجة رجال ألمع.[5][6] (هنا الـ⟨ˡ⟩ ترمز إلى جانبية متزامنة بدلا من الإخراج الجانبي.) اللغة العربية القديمة تم تحليلها ليكون لديها التشديد المركزي-الجانبي الاحتكاكي [θ͜ɬˤ], [ð͡ɮˤ] و ʃ͡ɬˤ. 7